# فهرست نقش‌آفرینی‌های باران کوثری
باران کوثری (زادهٔ ۲۵ مهر ۱۳۶۴ در تهران) بازیگر، طراح صحنه، طراح لباس و منشی صحنه اهل ایران است.

## سینما
| سال  | عنوان                  | نقش             | کارگردان                           | یادداشت       |
| ---- | ---------------------- | --------------- | ---------------------------------- | ------------- |
| ۱۴۰۱ | چرا گریه نمی‌کنی؟       | مهتاب           | علیرضا معتمدی                      |               |
| ۱۴۰۰ | شهر خاموش              |                 | احمد بهرامی                        |               |
| ۱۴۰۰ | سه جلد                 |                 | مهدی اسماعیلی                      |               |
| ۱۴۰۰ | رگ‌های آبی              | فروغ فرخ‌زاد     | جهانگیر کوثری                      |               |
| ۱۴۰۰ | احمد به تنهایی         |                 | حسین مهکام                         |               |
| ۱۳۹۹ | بی‌همه‌چیز               | نوری            | محسن قرایی                         |               |
| ۱۳۹۹ | گیج‌گاه                 | مهتاب           | عادل تبریزی                        |               |
| ۱۳۹۸ | عامه‌پسند               | افسانه شیرخدایی | سهیل بیرقی                         |               |
| ۱۳۹۸ | کشتارگاه               | اسماء           | عباس امینی                         |               |
| ۱۳۹۷ | بی‌حسی موضعی            | ماری            | حسین مهکام                         |               |
| ۱۳۹۷ | سرکوب                  | ملیحه           | رضا گوران                          |               |
| ۱۳۹۷ | جان‌دار                 | اسماء           | حسین امیری دوماری و پدرام پورامیری |               |
| ۱۳۹۶ | عرق سرد                | افروز اردستانی  | سهیل بیرقی                         |               |
| ۱۳۹۶ | آخرین داستان           | ماندانا         | اشکان رهگذر                        |               |
| ۱۳۹۶ | آستیگمات               | سمیرا           | مجیدرضا مصطفوی                     |               |
| ۱۳۹۵ | شنل                    | صحرا            | حسین کندری                         |               |
| ۱۳۹۵ | ترومای سرخ             | ثنا             | اسماعیل میهن‌دوست                   |               |
| ۱۳۹۵ | سد معبر                | نرگس            | محسن قرایی                         |               |
| ۱۳۹۵ | بی‌نامی                 | ریحانه          | علیرضا صمدی                        |               |
| ۱۳۹۴ | هفت ماهگی              | رعنا            | هاتف علیمردانی                     |               |
| ۱۳۹۴ | لانتوری                | بارون           | رضا درمیشیان                       |               |
| ۱۳۹۳ | خنده‌های آتوسا          | مرجان           | علیرضا فرید                        |               |
| ۱۳۹۳ | کوچه بی‌نام             | محدثه           | هاتف علیمردانی                     |               |
| ۱۳۹۳ | خانه دختر              | بهار            | شهرام شاه‌حسینی                     |               |
| ۱۳۹۳ | جامه‌دران               | گوهر            | حمیدرضا قطبی                       |               |
| ۱۳۹۲ | مستانه                 | ترانه مجد       | حسین فرح‌بخش                        |               |
| ۱۳۹۲ | شب، بیرون              | پریسا           | کاوه سجادی حسینی                   |               |
| ۱۳۹۲ | عصبانی نیستم!          | ستاره           | رضا درمیشیان                       |               |
| ۱۳۹۰ | آزمایشگاه              | نیلوفر پاکزاد   | حمید امجد                          |               |
| ۱۳۹۰ | بغض                    | ژاله            | رضا درمیشیان                       |               |
| ۱۳۹۰ | قصه‌ها                  | سارا            | رخشان بنی‌اعتماد                    |               |
| ۱۳۸۹ | اسب حیوان نجیبی است    | نسترن           | عبدالرضا کاهانی                    |               |
| ۱۳۸۹ | من مادر هستم           | آوا دلنواز      | فریدون جیرانی                      |               |
| ۱۳۸۹ | یه حبه قند             | از اقوام داماد  | رضا میرکریمی                       | منشی صحنه     |
| ۱۳۸۸ | لطفاً مزاحم نشوید       | روشنک           | محسن عبدالوهاب                     |               |
| ۱۳۸۸ | هیچ                    | یکتا            | عبدالرضا کاهانی                    |               |
| ۱۳۸۸ | قصه پریا               | حدیث مسرور      | فریدون جیرانی                      |               |
| ۱۳۸۷ | شیرین                  | باران کوثری     | عباس کیارستمی                      |               |
| ۱۳۸۷ | آسمان سیاه شب          | کارول           | امید بنکدار و کیوان علیمحمدی       | فیلم مستند    |
| ۱۳۸۷ | آوانتاژ                |                 | علی احمدزاده                       | فیلم کوتاه    |
| ۱۳۸۷ | پستچی سه بار در نمی‌زند | سارا            | حسن فتحی                           |               |
| ۱۳۸۶ | می‌زاک                  | تی‌تی            | حسینعلی لیالستانی                  |               |
| ۱۳۸۶ | حیران                  | ماهی            | شالیزه عارف‌پور                     |               |
| ۱۳۸۶ | کتونی سفید             | زیور            | محمدابراهیم معیری                  |               |
| ۱۳۸۶ | دایره‌زنگی              | شیرین           | پریسا بخت‌آور                       |               |
| ۱۳۸۶ | توفیق اجباری           | سیمین           | محمدحسین لطیفی                     |               |
| ۱۳۸۵ | روز سوم                | سمیره           | محمدحسین لطیفی                     |               |
| ۱۳۸۵ | نسل جادویی             | آویشن           | ایرج کریمی                         |               |
| ۱۳۸۵ | خون بازی               | سارا            | رخشان بنی‌اعتماد و محسن عبدالوهاب   |               |
| ۱۳۸۴ | حاشیه مرکزی            |                 | داریوش یاری                        | مستند داستانی |
| ۱۳۸۴ | تقاطع                  | مهسا            | ابوالحسن داوودی                    |               |
| ۱۳۸۴ | خنگ آباد               |                 | مهدی اباسلط                        |               |
| ۱۳۸۳ | گیلانه                 | می‌گل            | رخشان بنی‌اعتماد و محسن عبدالوهاب   |               |
| ۱۳۸۲ | خوابگاه دختران         | رویا            | محمدحسین لطیفی                     |               |
| ۱۳۸۲ | برگ برنده              | برکت            | سیروس الوند                        |               |
| ۱۳۸۱ | رقص در غبار            | ریحانه          | اصغر فرهادی                        |               |
| ۱۳۸۰ | روزگار ما              | باران کوثری     | رخشان بنی‌اعتماد                    | فیلم مستند    |
| ۱۳۷۹ | زیر پوست باران         | باران کوثری     | شالیزه عارف‌پور                     | فیلم مستند    |
| ۱۳۷۹ | زیر پوست شهر           | محبوبه          | رخشان بنی‌اعتماد                    |               |
| ۱۳۷۸ | باران و بومی           | باران           | رخشان بنی‌اعتماد                    |               |
| ۱۳۷۶ | بانوی اردیبهشت         | صنوبر           | رخشان بنی‌اعتماد                    |               |
| ۱۳۷۳ | روسری‌آبی               | صنوبر           | رخشان بنی‌اعتماد                    |               |
| ۱۳۷۰ | نرگس                   | خواهر نرگس      | رخشان بنی‌اعتماد                    |               |
| ۱۳۷۰ | بهترین بابای دنیا      | سارا            | داریوش فرهنگ                       |               |

## تلویزیون
| سال  | عنوان             | نقش  | کارگردان       | یادداشت                             |
| ---- | ----------------- | ---- | -------------- | ----------------------------------- |
| ۱۳۹۳ | کلاه قرمزی ۹۳     | خودش | ایرج طهماسب    | عید نوروز ۱۳۹۳ - پخش از شبکه شبکه ۲ |
| ۱۳۸۷ | کلاه قرمزی ۸۸     | خودش | ایرج طهماسب    | عید نوروز ۱۳۸۸ - پخش از شبکه شبکه ۲ |
| ۱۳۸۵ | صاحبدلان          | دینا | محمدحسین لطیفی | پخش از شبکه شبکه ۱                  |
| ۱۳۷۷ | بگذار آفتاب برآید |      | حسین مختاری    | پخش از شبکه شبکه ۳                  |

## نمایش خانگی
| سال  | عنوان          | نقش           | کارگردان       | یادداشت                     |
| ---- | -------------- | ------------- | -------------- | --------------------------- |
| ۱۴۰۱ | آفتاب‌پرست      | مهری گیرایی   | برزو نیک‌نژاد   | پخش در شبکه اینترنتی فیلم‌نت |
| ۱۴۰۱ | شبکه مخفی زنان | نقش های مختلف | افشین هاشمی    | پخش در شبکه اینترنتی نماوا  |
| ۱۳۹۹ | ملکه گدایان    | افرا بابایی   | حسین سهیلی‌زاده | پخش در شبکه اینترنتی فیلیمو |
| ۱۳۹۴ | دندون طلا      | طلوع          | داوود میرباقری | پخش در شبکه نمایش خانگی     |

## تئاتر
| سال  | عنوان                                 | کارگردان         | محل اجرا                                | توضیحات                                     |
| ---- | ------------------------------------- | ---------------- | --------------------------------------- | ------------------------------------------- |
| ۱۳۷۵ | آن سوی آینه                           | آزیتا حاجیان     | تئاتر شهر، تالار اصلی                   | اقتباسی آزاد از شاپرک خانوم نوشته بیژن مفید |
| ۱۳۸۴ | در میان ابرها                         | امیررضا کوهستانی | تئاتر شهر، تالار قشقایی                 |                                             |
| ۱۳۸۶ | کوارتت                                | امیررضا کوهستانی | تالار مولوی، سالن اصلی                  |                                             |
| ۱۳۸۸ | سگ سکوت                               | آروند دشت آرای   | تماشاخانه ایرانشهر، سالن شماره ۲        |                                             |
| ۱۳۸۹ | پروانه‌ها                              | محمد رحمانیان    | باغ موزه دفاع مقدس                      | موسیقی-روایت                                |
| ۱۳۸۹ | منهای دو                              | داود رشیدی       | تئاتر شهر، تالار اصلی                   |                                             |
| ۱۳۹۰ | زن، رؤیا، کابوس                       | سروش میلانی زاده | گالری محسن                              |                                             |
| ۱۳۹۰ | زمستان ۶۶                             | محمد یعقوبی      | تئاتر شهر، سالن چهارسو                  |                                             |
| ۱۳۹۰ | خشکسالی و دروغ                        | محمد یعقوبی      | تماشاخانه ایرانشهر، سالن شماره ۱        |                                             |
| ۱۳۹۱ | روایت ناتمام یک فصل معلق              | هومن سیدی        | تئاتر شهر، کافه تریای سالن اصلی         |                                             |
| ۱۳۹۲ | بی انتخاب                             | امیر کنجانی      | پردیس سینمایی ملت، طبقه ۲+              |                                             |
| ۱۳۹۲ | نمایشنامه خوانی نمایش "یک دقیقه سکوت" | آیدا کیخایی      | فرهنگسرای نیاوران، سالن خلیج فارس       |                                             |
| ۱۳۹۳ | شادی حقیقی آرام و بی صداست            | بهرام ریحانی     | تئاتر شهر، سالن اصلی                    |                                             |
| ۱۳۹۳ | هم هوایی                              | افسانه ماهیان    | تالار شمس                               |                                             |
| ۱۳۹۴ | داستان‌هایی از بارش مهر و مرگ          | محمد رضایی راد   | غیررسمی، منزل مسکونی                    |                                             |
| ۱۳۹۴ | شب آوازهایش را می‌خواند                | رضا گوران        | تماشاخانه ایرانشهر، سالن استاد سمندریان |                                             |
| ۱۳۹۵ | براساس دوشس ملفی                      | محمد رضایی راد   | تئاتر مستقل تهران                       |                                             |
| ۱۳۹۵ | ۹۶۳+                                  | محسن قرایی       | تماشاخانه موج نو                        |                                             |
| ۱۳۹۶ | گفت و گوی برجای ماندگان               | میلاد شجره       | پردیس تئاتر شهرزاد، سالن ارکیده         |                                             |
| ۱۳۹۶ | فعل                                   | محمد رضایی راد   | تئاتر شهر، سالن چهارسو                  |                                             |
| ۱۳۹۷ | فرشته تاریخ                           | محمد رضایی راد   | تئاتر شهر، سالن چهارسو                  |                                             |